# Gewog di Chongshing Borang
Il gewog di Chongshing Borang è uno degli undici raggruppamenti di villaggi del distretto di Pemagatshel, nella regione Orientale, in Bhutan.